# ナヴィド・ネガーバン
ナヴィド・ネガーバン（ペルシア語: نوید نگهبان, Navid Negahban, 1968年6月2日 - ） は、イラン出身の俳優である。

## 主な出演作品

### 映画
- セイビング・ジェシカ・リンチ Saving Jessica Lynch (2003)
- ウォー・ストーリーズ War Stories (2003)
- ニューヨーカーに変身する方法 Celeste in the City (2004)
- セキュリティ9.11 Homeland Security (2004)
- レジェンド・オブ・タイタンズ The Fallen Ones (2005)
- 9.11への道 The Path to 9/11 (2006)
- 愛を問うひと Broken (2006)
- チャーリー・ウィルソンズ・ウォー Charlie Wilson's War (2007)
- レディオ・オブ・ザ・デッド Dead Air (2009)
- マイ・ブラザー Brothers (2009)
- パニッシュメント The Power of Few (2013)
- アメリカン・スナイパー American Sniper (2014)
- 山猫は眠らない6 裏切りの銃撃 Sniper: Ghost Shooter (2016)
- 彼女が目覚めるその日まで Brain on Fire (2016)
- 砂の城 Sand Castle (2017)
- スパイ・ミッション シリアの陰謀 Damascus Cover (2017)
- アメリカン・アサシン American Assassin (2017)
- ホース・ソルジャー 12 Strong (2018)
- アラジン Aladdin (2019)

### テレビドラマ
- 犯罪捜査官ネイビーファイル JAG (2003)
- CIA:ザ・エージェンシー The Agency (2003)
- ザ・シールド ルール無用の警察バッジ The Shield (2003)
- ザ・ホワイトハウス The West Wing (2004)
- LOST Lost (2004)
- 24 -TWENTY FOUR- 24 (2005、2010)
- LAW & ORDER Law & Order (2006)
- ALIAS Alias (2006)
- ラスベガス Las Vegas (2006)
- ザ・ユニット 米軍極秘部隊 The Unit (2006)
- クローザー The Closer (2006)
- LAW & ORDER:性犯罪特捜班 Law & Order: Special Victims Unit (2007、2015)
- NCIS 〜ネイビー犯罪捜査班 NCIS: Naval Criminal Investigative Service (2007)
- SHARK カリスマ敏腕検察官 Shark (2007)
- FRINGE/フリンジ Fringe (2009)
- CSI:マイアミ CSI: Miami (2010)
- DARK BLUE/潜入捜査 Dark Blue (2010)
- NCIS:LA 〜極秘潜入捜査班 NCIS: Los Angeles (2010)
- ジャッジメント 〜NY法廷ファイル〜 The Whole Truth (2010)
- コバート・アフェア Covert Affairs (2011)
- CSI:ニューヨーク CSI:NY (2013)
- ARROW/アロー Arrow (2013)
- HOMELAND Homeland (2011-2012)
- メンタリスト The Mentalist (2014)
- レギオン Legion (2018-2019年)

### アニメ
- 悪魔城ドラキュラ -キャッスルヴァニア-シーズン3（Netflix） Castlevania（2020年）